# Sphelos
Sphelos (altgriechisch Σφῆλος Sphḗlos) ist eine Person der griechischen Mythologie.
Er erscheint in Homers Ilias als Sohn des Bukolos und als Vater des Iasos, der als Anführer der Athener am Troianischen Krieg teilnimmt.